# Балта-Доамней
Балта-Доамней (рум. Balta Doamnei) — село у повіті Прахова в Румунії. Входить до складу комуни Балта-Доамней.
Село розташоване на відстані 36 км на північ від Бухареста, 23 км на південний схід від Плоєшті, 109 км на південний схід від Брашова.

## Населення
За даними перепису населення 2002 року у селі проживали 972 особи, усі — румуни. Усі жителі села рідною мовою назвали румунську.